# Psicòleg
El terme psicòleg s'aplica al professional que es dedica a exercir la psicologia, disciplina que aglutina nombrosos corrents teòrics i pràctics al voltant de l'anàlisi dels fets psicològics individuals i grupals i el seu tractament evolutiu i reorganitzador, mitjançant diferents mètodes i enfocaments. El psicòleg, que està per tant especialitzat en un corrent científic concret, és un professional del funcionament psíquic en els seus aspectes subjectius, afectius i cognitius i les seves psicopatologies, així com en el comportament humà, la personalitat i les relacions interpersonals. Es tracta d'un especialista de la salut mental que, per això, s'interessa a estudiar i entendre el comportament (o la conducta, segons el punt de vista d'altres terminologies).
Acadèmicament, pot optar per especialitzar-se en una o més àrees de la seva carrera, de tal manera que pot arribar a especialitzar-se en psicologia clínica (si treballa en teràpia i en el tractament en la salut mental o emocional), psicologia conductual o conductista o del comportament (si s'interessa en l'estudi del comportament des del punt de vista del conductisme i dels corrents derivats ) industrial o psicologia del treball o psicologia laboral o psicologia de les organitzacions (si s'interessa en la capacitació per al treball i en la selecció de personal ), psicologia social (si aborda els processos socials, l'estudi dels grups, la influència o importància del social sobre el comportament i les actituds de l'individu), psicologia educativa (l'educació, la infància, l'escola, els processos d'aprenentatge) neurobiològiques del comportament), psicologia forense, psicòleg comunitari i altres més.

## Normativa i marc legal de la professió

### A Espanya
Cal matisar que un psicòleg ho és quan està en possessió d'un títol universitari acreditatiu; a Espanya, aquest títol procedeix de la llicenciatura en psicologia o del grau en psicologia, només impartits a universitats. Per això, no s'ha de confondre amb altres professions o titulacions que, encara que pugui semblar que exerceixen competències semblants, són molt diferents. Aquestes són:
- Psiquiatre : Persona llicenciada en medicina l'especialització de la qual ha estat l'estudi de la psicopatologia a través de l'abordatge mèdic; els psiquiatres són metges especialistes en psiquiatria. Els psicòlegs són llicenciats en psicologia, que poden especialitzar-se en diverses branques, com ara la psicologia clínica i la psicologia de la salut, les neurociències, la psicologia de l'educació, psicologia del treball i de les organitzacions, etcètera. El psiquiatre utilitza principalment la farmacologia per millorar els símptomes més incapacitants dels trastorns de salut mental, encara que en alguns casos també fa intervenció o tractaments psicoterapèutics després d'una formació de postgrau en aquests camps.
- Psicoanalista : Persona similar en funcions al psicòleg clínic, però l'especialitat del qual és la psicoanàlisi en una o més de les seves moltes vessants. Els psicoanalistes per tant no practiquen activament la psicologia, sinó la psicoanàlisi, de suposats diferenciats a la psicologia predominant avui dia. Alguns països ofereixen aquesta titulació a les seves universitats com a branca dins de la carrera de psicologia; a Espanya, no s'ofereix aquesta titulació universitària.
- Treballador social : Persona encarregada de facilitar una òptima inserció social a altres persones en situacions de risc o potencialment desafavorides. Encara que la seva aplicació professional es recolzi en els supòsits de la psicologia, sobretot en el seu vessant més social, aquests no s'hi limiten, per la qual cosa els treballadors socials poden estar en possessió del títol de psicòleg o no ser-ho. De vegades, la seva tasca professional es veu coberta amb titulacions parcialment afins a la psicologia, com ara antropologia o sociologia, o cicles formatius com a treball social, per la qual cosa la seva tasca terapèutica es limita a la inserció del subjecte a un entorn favorable i emocionalment positiu per a ell.
- Terapeuta : Persona que procura el benestar mental d'una altra persona de forma professional, encara que no estigui en possessió del títol universitari que l'acredita com a psicòleg. Molts són els cursos, cicles formatius i oferta formativa no oficial en general que poden conduir a la formació d'un terapeuta, però cal no confondre'l amb el psicòleg, ja que no tenen la mateixa formació ni les mateixes obligacions. Un terapeuta no necessita acreditar cap titulació, per la qual cosa tant acadèmica com professionalment no estan capacitats per exercir les competències d'un psicòleg clínic.
- Orientador : Persona que s'ofereix a si mateixa com a guia perquè una altra persona pugui assolir algun objectiu, cosa que li reportarà benestar. Igual que en el cas anterior, excepte a l'àmbit educatiu, no és obligatori que un orientador posseeixi el títol de psicòleg, per la qual cosa els seus coneixements queden reduïts al que ell mateix hagi considerat oportú, com a cursos o cicles no oficials.

El Codi deontològic dels psicòlegs és una referència essencial per a l'exercici de la professió de psicòleg a França. El Codi Ètic diu que " Aquestes normes protegeixen el públic de l'ús indegut de la psicologia i de l'ús de mètodes i tècniques que de manera indeguda pretenen ser psicologia. » A més, el Codi Ètic del Psicòleg no està regulat i no té valor legal. La creació d'un òrgan de representació que s'encarregaria de legalitzar aquest Codi obre una discussió sobre la possibilitat d'autoritzar o no un organisme professional com un Consell Superior de Psicòlegs. Aquest projecte pretén ser una força de propostes, per protegir la professió de la psicologia, alhora que protegeix el públic de la pràctica il·legal de la psicologia.

### A Europa
Els títols de grau en psicologia especifiquen les competències adquirides. En el cas de llicenciats en psicologia, l'anomenat suplement europeu per a títols (que rep cada llicenciat per mostrar les seves competències fora d'Espanya) especifica el següent:
"Aquesta titulació capacita per a l'abordatge científic del comportament humà, l'anàlisi dels processos i les relacions en els grups socials i el disseny i la realització d'activitats d'orientació, diagnòstic, prevenció i intervenció relacionades amb trastorns comportamentals i comportaments que influeixin en la salut". »

## Activitats

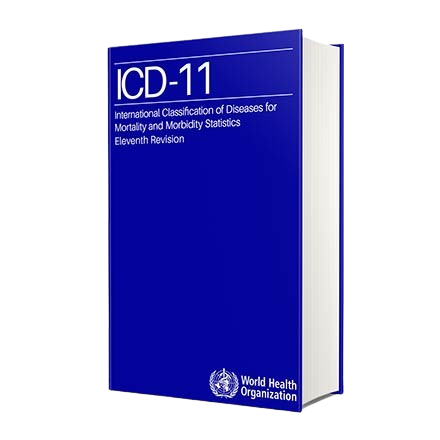
La Classificació internacional de malalties, en el seu 11è. ª edició, una altra eina més del psicòleg.

Intervé de manera transversal segons la seva lliure elecció dels diferents corrents teòrics i referents que guien la seva pràctica, en tots els àmbits de la societat ( educació, salut, medico-social, justícia, treball, esport, etc.) amb l'objectiu de preservar, avaluar, mantenir o millorar el benestar, l'estat psicològic més concretament subjectiu, afectiu o la qualitat de vida psicològica de l'individu, fins i tot el desenvolupament de la seva salut cognitiva o psicològica o mental. l'autonomia, les seves capacitats o el foment de la seva integració social. Per tant, en funció de la seva especialització ( psicologia clínica, psicologia cognitiva, psicologia del desenvolupament, psicologia del treball, orientació professional, etc.), el psicòleg utilitza mètodes específics d'anàlisi i d'intervenció basats en enfocaments relacionals i teòrics variats.
Segons la seva ubicació, els psicòlegs poden especialitzar-se en un o altre d'aquests sectors, arribar a un públic molt divers (infants, adolescents, adults, gent gran, parelles, empreses, aturats, etc.), treballar en entrevistes individuals o en grup . Poden treballar de manera autònoma, al seu propi despatx, o com a empleats, dins d'institucions, associacions, empreses, administracions, etc. Sovint col·laboren amb altres professionals de l'acció social ( treballadors socials, educadors socials, logopedes, psicomotricitats, psiquiatres, etc.).
Les habilitats professionals són diverses :
- Disseny i desenvolupament d'intervencions psicològiques i terapèutiques amb finalitats preventives i curatives per als pacients i les seves famílies (acompanyament i seguiment psicològic, per exemple)
- Coneixement del funcionament psicològic d'un pacient (incloent anàlisis clíniques, supervisió)
- Intervenció amb equips multidisciplinaris interns o externs al lloc d'intervenció (formació, anàlisi de pràctiques, anàlisi institucional, regulació d'equips, etc.)
- Pràctiques d'entrevista individual o grupal (grups de parla, per exemple)
- Psicoteràpia individual i grupal (psicodrama per exemple)
- Realització d'estudis i investigacions en psicologia en relació amb activitats clíniques, docència, formació personal i expertesa
- Recollida i anàlisi de necessitats i peticions d'intervencions
- Valoració de la personalitat o cognició dels individus en marcs diagnòstics o pronòstics
- Treball d'avaluació mitjançant grups de reflexió i supervisió teòrico-clínica entre professionals o per qualsevol altre mètode específic.

### Psicoteràpia
- En un entorn institucional o privat, donar suport psicològic, mitjançant el treball i el desenvolupament de la seva psique, a persones necessitades que presenten dificultats psicològiques ( trastorns de conducta, trastorns de personalitat, patiment psicològic).
- Participar en la prevenció i el cribratge de possibles retards del desenvolupament o trastorns mentals
- Per a persones amb dificultats personals i/o professionals : escolta i suport psicològic, psicoteràpia, suport al canvi, coaching

### Assessorament, suport, animació, transmissió
- Orientar adolescents i adults en l'elecció d'una professió o formació professional ( orientació acadèmica i professional ).
- En grans empreses i administracions, participar en la contractació, formació professional, organització del treball, gestió de recursos humans, adaptació al canvi i prevenció de riscos psicosocials ( psicologia del treball ).
- Implementar i implementar mesures de suport psicològic en cas de dificultats educatives o d'integració ( psicòlegs nacionals de l'educació ).
- Assessorar i donar suport a pares, mestres, serveis socials , etc. en el context d'entrevistes individuals o grupals, i de vegades les redirigeix a un altre professional ( metge, psiquiatre, treballador social, psicoterapeuta ).
- Implementa activitats formatives en el teu àmbit d'expertesa, amb diferents públics (especialistes en recursos humans, formadors, directius, directius, etc.).
- Acollir conferències amb especialistes en temes concrets o amb el públic en general per democratitzar el coneixement en psicologia.
- Transmetre coneixements relatius al seu àmbit disciplinari, a través de la comunicació escrita (llibres, fòrums, articles, etc.) o oral (podcasts, entrevistes filmades, vídeos educatius, etc.).

### Evaluació psicològica
- Avaluar el funcionament de la persona i suggerir un diagnòstic psicològic mitjançant entrevistes, una bateria de proves, etc. Al Canadà, els psicòlegs tenen l'autoritat legal per fer un diagnòstic. A França, un diagnòstic mèdic només el pot fer un metge. Però, atès que la psicologia no és una disciplina mèdica d'una banda i, per tant, el psicòleg no és un auxiliar paramèdic que intervé per prescripció mèdica i subordinació per l'altra, aquest té per tant la lliure responsabilitat de les anàlisis i avaluacions en matèria de diagnòstic psicològic que constitueixen la base i indiquen les seves intervencions psicològiques professionals concretes, inclosa la psicoteràpia o l'escolta clínica amb finalitats d'atenció clínica.
- Proposar i/o donar suport a partir d'un enfocament teòric específic (varia en funció del psicòleg) : orientació psicoanalítica, sistèmica, conductual, centrada en la persona, etc.

### Recerca
El psicòleg pot dur a terme treballs de recerca en totes les àrees de la psicologia, a la universitat o en serveis de recerca aplicada . Seguint una aproximació científica, desenvolupa a continuació hipòtesis, construeix una enquesta o un experiment, analitza les dades i en sintetitza els resultats.

## Psicòlegs pioners
- Johann Friedrich Herbart (1776-1841), influït per Kant, va defensar la idea de la psicologia com a ciència, basant-se en la metafísica i les matemàtiques ; Va influir en Wundt, Bolzano, Mach i Freud.
- Gustav Fechner (1801-1887) és una de les principals fonts de la psicologia alemanya. És conegut principalment per les seves investigacions en psicofísica ( llei Weber-Fechner ).
- Wilhelm Wundt (1832-1920) és el fundador del primer laboratori " oficial » de psicologia experimental, a la Universitat de Leipzig el 1879.
- William James (1842-1910) és el pare de la psicologia nord-americana. Els seus principis de psicologia encara són àmpliament citats avui dia.
- Théodule Ribot (1839-1916) és considerat generalment el fundador de la psicologia a França.
- Sigmund Freud (1856-1939) és el fundador de la psicoanàlisi .
- Heinz Hartmann (1894-1970) és considerat el fundador de la psicologia de l'ego, un moviment que es va fer important als Estats Units .
- Georges Devereux (1908-1985) és un dels fundadors de l'etnopsicoanàlisi .
- Juliette Favez Boutonnier (1903-1994) defensava a mans nues una psicologia clínica humanista,[4] basada únicament en l'observació i les entrevistes.

## Els 100 psicòlegs més pre-eminents del segle XX
Aquesta és una llista compilada l'any 2002 per la Review of General Psychology (en), amb l'objectiu d'enumerar els 99 autors més importants de la psicologia del segle xx, basat en un estudi empíric multimètode (Haggbloom, SJ et al., 2002, The 100 Most Eminent Psychologists of the 20th Century, Review of General Psychology, Vol. 6, No. 2, 139–152.)
| Rang | Nom                      |
| ---- | ------------------------ |
| 1    | Burrhus Frederic Skinner |
| 2    | Jean Piaget              |
| 3    | Sigmund Freud            |
| 4    | Albert Bandura           |
| 5    | Leon Festinger           |
| 6    | Carl Rogers              |
| 7    | Stanley Schachter        |
| 8    | Neal E. Miller           |
| 9    | Edward Thorndike         |
| 10   | Abraham Maslow           |
| 11   | Gordon Allport           |
| 12   | Erik Erikson             |
| 13   | Hans Eysenck             |
| 14   | William James            |
| 15   | David McClelland         |
| 16   | Raymond Cattell          |
| 17   | John B. Watson           |
| 18   | Kurt Lewin               |
| 19   | Donald Hebb              |
| 20   | George A. Miller         |
| 21   | Clark L. Hull            |
| 22   | Jerome Kagan             |
| 23   | Carl Jung                |
| 24   | Ivan Pavlov              |
| 25   | Walter Mischel           |
| 26   | Harry Harlow             |
| 27   | Joy Paul Guilford        |
| 28   | Jerome Bruner            |
| 29   | Ernest Hilgard           |
| 30   | Lawrence Kohlberg        |
| 31   | Martin Seligman          |
| 32   | Ulric Neisser            |
| 33   | Donald Campbell          |
| 34   | Roger Brown              |
| 35   | Robert Zajonc            |
| 36   | Endel Tulving            |
| 37   | Herbert Simon            |
| 38   | Noam Chomsky             |
| 39   | Edward E. Jones          |
| 40   | Charles Osgood           |
| 41   | Solomon Asch             |
| 42   | Gordon H. Bower          |
| 43   | Harold Kelley            |
| 44   | Roger W. Sperry          |
| 45   | Edward Tolman            |
| 46   | Stanley Milgram          |
| 47   | Arthur Jensen            |
| 48   | Lee Cronbach             |
| 49   | John Bowlby              |
| 50   | Wolfgang Kohler          |
| 51   | David Wechsler           |
| 52   | Stanley Smith Stevens    |
| 53   | Joseph Wolpe             |
| 54   | Donald Broadbent         |
| 55   | Roger Shepard            |
| 56   | Michael I. Posner        |
| 57   | Theodore Newcomb         |
| 58   | Elizabeth Loftus         |
| 59   | Paul Ekman               |
| 60   | Robert Sternberg         |
| 61   | Karl Lashley             |
| 62   | Kenneth Spence           |
| 63   | Morton Deutsch           |
| 64   | Julian Rotter            |
| 65   | Konrad Lorenz            |
| 66   | Benton Underwood         |
| 67   | Alfred Adler             |
| 68   | Michael Rutter           |
| 69   | Alexandre Louria         |
| 70   | Eleanor Maccoby          |
| 71   | Robert Plomin            |
| 72   | G. Stanley Hall          |
| 73   | Lewis Terman             |
| 74   | Eleanor Gibson           |
| 75   | Paul Meehl               |
| 76   | Leonard Berkowitz        |
| 77   | William K. Estes         |
| 78   | Elliot Aronson           |
| 79   | Irving Janis             |
| 80   | Richard Lazarus          |
| 81   | Walter Bradford Cannon   |
| 82   | Allen L. Edwards         |
| 83   | Lev Vygotski             |
| 84   | Robert Rosenthal         |
| 85   | Milton Rokeach           |
| 86   | John Garcia              |
| 87   | James J. Gibson          |
| 88   | David Rumelhart          |
| 89   | Louis Leon Thurstone     |
| 90   | Margaret Floy Washburn   |
| 91   | Robert Woodworth         |
| 92   | Edwin Garrigues Boring   |
| 93   | John Dewey               |
| 94   | Amos Tversky             |
| 95   | Wilhelm Wundt            |
| 96   | Herman Witkin            |
| 97   | Mary Ainsworth           |
| 98   | O. Hobart Mowrer         |
| 99   | Anna Freud               |